# Fosse no 3 - 3 bis - 3 ter des mines de Bruay
La fosse no 3 - 3 bis - 3 ter de la Compagnie des mines de Bruay est un ancien charbonnage du Bassin minier du Nord-Pas-de-Calais, situé à Bruay-la-Buissière. Le premier puits commencé le 27 octobre 1866 permet à la fosse d'extraire à partir de mars 1870. À cette date, et depuis deux ans, seule la fosse no 1 est productive, puisque la fosse no 2 a été abandonnée à cause de fortes venues d'eau. La fosse est rapidement très productive. Un puits no 3 bis est ajouté en juin 1891 et un puits no 3 ter en juin 1916. D'immenses cités minières sont établis. La fosse possède deux terrils nos 10 et 10 bis, 3 de Bruay Ouest et 3 de Bruay Est.
En 1940, le puits no 3 bis est doté d'un nouveau chevalement, à structure métallique apparente. La Compagnie des mines de Bruay est nationalisée en 1946, et intègre le Groupe de Bruay. Bien que son gisement semble limité, des modernisations sont entreprises, et des essais de nouveaux outillages sont entrepris. La fosse cesse d'extraire en 1966. Ses puits nos 3 et 3 bis sont remblayés en 1967 et en 1970. Le puits no 3 ter a été conservé jusqu'en 1972, pour le service et l'aérage de la fosse no 2 bis - 2 ter des mines de Marles à Marles-les-Mines. Il est remblayé en 1972, et son chevalement en béton armé, unique dans le bassin minier, est dynamité le 21 février 1975.
Au début du XXIe siècle, Charbonnages de France matérialise les têtes des puits nos 3, 3 bis et 3 ter. Bien que le terril no 10A soit considéré comme disparu, ses traces subsistent toujours. Le terril no 10 est un des terrils majeurs du bassin minier. Les cités ont été rénovées, bien que quelques rues aient été démolies. Le terril no 10 a été inscrit le 30 juin 2012 sur la liste du patrimoine mondial de l'Unesco.

## La fosse
Alors que la fosse no 1 est productive depuis 1855, et que la fosse no 2 a été commencée en 1858, la Compagnie des mines de Bruay décide d'ouvrir une troisième fosse à l'est de Bruay-la-Buissière, près des limites avec la concession de la Compagnie des mines de Marles.

### Fonçage
La troisième fosse de la Compagnie de Bruay a été ouverte à partir du 27 octobre 1866. Le puits no 3 est situé à 55 mètres à l'ouest du chemin de Lillers, et à 850 mètres à l'ouest du clocher du village.
Le passage du second niveau, rencontré entre 98 et 110 mètres de profondeur, a présenté quelques difficultés. Le cuvelage en bois a seize pans et règne sur 88,62 mètres de hauteur. Le diamètre utile du puits est de 4,08 mètres. Le terrain houiller a été atteint à la profondeur de 124,79 mètres,,. Les accrochages sont établis à 212, 240, 290 et 341 mètres de profondeur. Le puits no 3 sera ensuite élargie à 4,30, 4,50, puis 5,20 mètres.

### Exploitation
La fosse est entrée en exploitation en mars 1870. Elle a rencontré un gisement très riche et très régulier, les terrains sont inclinés de 11 à 12°. La fosse est très riche et très productive, la houille est flénue, et contient 40 % de matières volatiles. Sa bonne installation a permis de développer largement sa production qui atteint vers 1880 150 000 tonnes par an. En 1878, on y a installé une machine d'épuisement semblable à celle du no 1, et un grand atelier couvert de triage et de criblage des charbons.

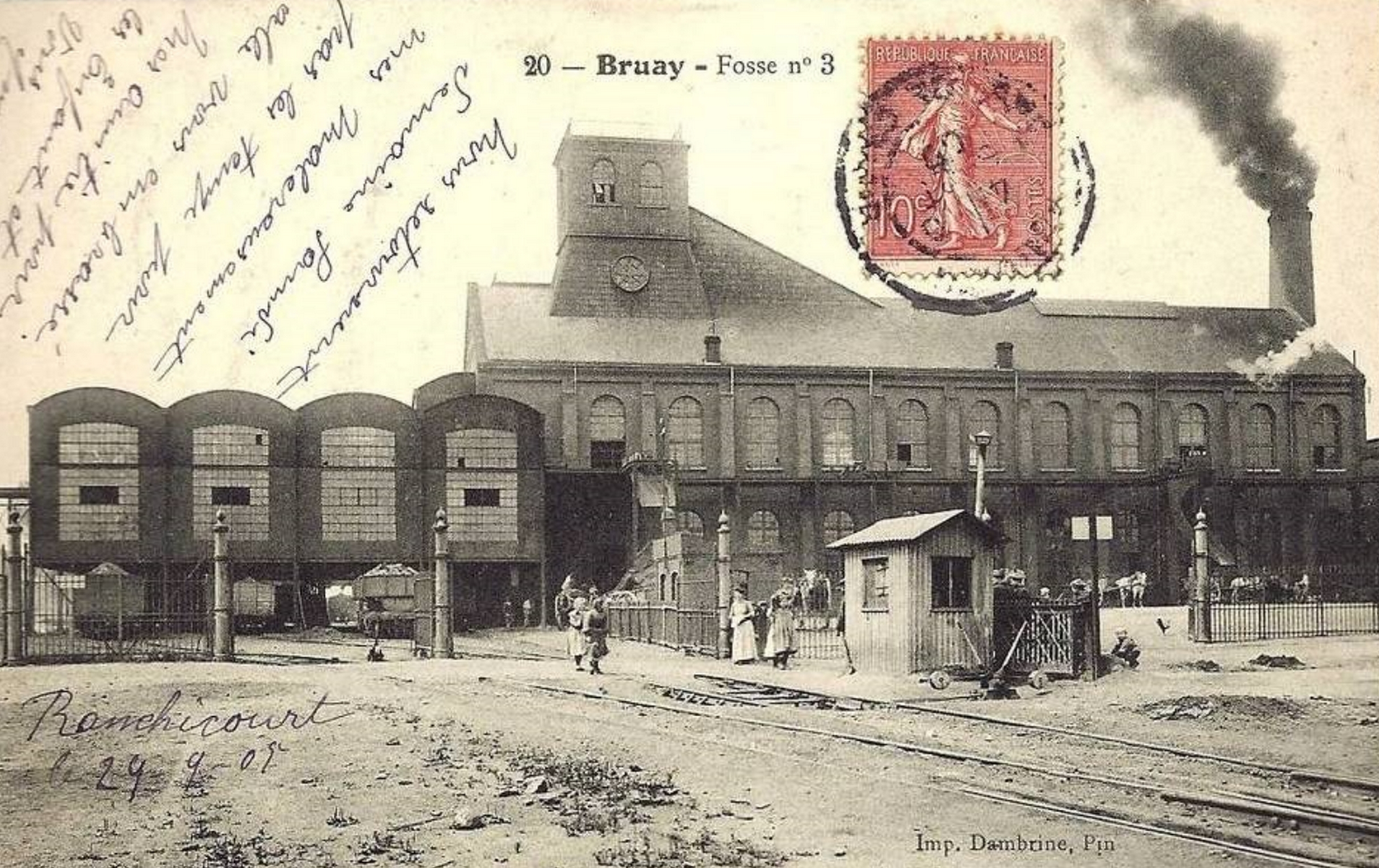
Le chevalement du puits no 3 bis a longtemps été similaire à celui du puits no 1.

À la fin du XIXe siècle, le puits no 3 est profond de 381,05 mètres. Le puits no 3 bis a été commencé en juin 1891, à 50 mètres à l'ouest du puits no 3. Le niveau d'eau a donné au maximum 35 à 40 m3 à l'heure, vers 70 mètres de profondeur. Le cuvelage est en fonte et par segments, sur une hauteur de 94,13 mètres de hauteur. Le diamètre utile du puits est de 4,80 mètres, son orifice est situé à l'altitude de 81,68 mètres. Ses accrochages sont établis à 212, 250, 290 et 361 mètres. Il est alors profond de 381 mètres de profondeur, comme le puits no 3.
Le puits no 3 ter est commencé en juin 1916, à 130 mètres au nord du puits no 3 bis. Alors que les puits nos 3 et 3 bis assure l'extraction, le puits no 3 ter est destiné au service et à l'aérage. Il possède un chevalement en béton armé unique dans le bassin minier.
Le chevalement du puits no 3 bis est remplacé par un chevalement à structure métallique apparente en 1940. La Compagnie des mines de Bruay est nationalisée en 1946, et intègre le Groupe de Bruay. Des essais sont mis en place dans cette fosse dans le but de moderniser l'extraction dans le bassin. La machine « Marietta » est utilisée en 1957 pour le creusement des galeries.
Bien que les réserves apparaissent limitées, la fosse subit une modernisation en 1952, qui concerne les recettes, la mise à terril et le système de remblayage pneumatique. La fosse cesse d'extraire en 1966, après avoir extrait 53 600 000 tonnes de houille, c'est la production la plus importante du bassin minier. Le puits no 3, profond de 620,32 mètres, est remblayé en 1967, le puits no 3 bis, profond de 836 mètres, l'est en 1970. Les chevalements des puits nos 3 et 3 bis sont respectivement abattus en 1970 et 1971.
Le puits no 3 ter a été conservé pour l'aérage et le service de la fosse no 2 bis - 2 ter des mines de Marles à Marles-les-Mines, sise à 1 950 mètres au nord-ouest. Le puits, profond de 708 mètres, est remblayé en 1972, et son chevalement dynamité le 21 février 1975.

### Reconversion
Au début du XXIe siècle, Charbonnages de France matérialise la tête de puits. Le BRGM y effectue des inspections chaque année. Il ne reste rien de la fosse. Le site est occupé par une zone d'activités.

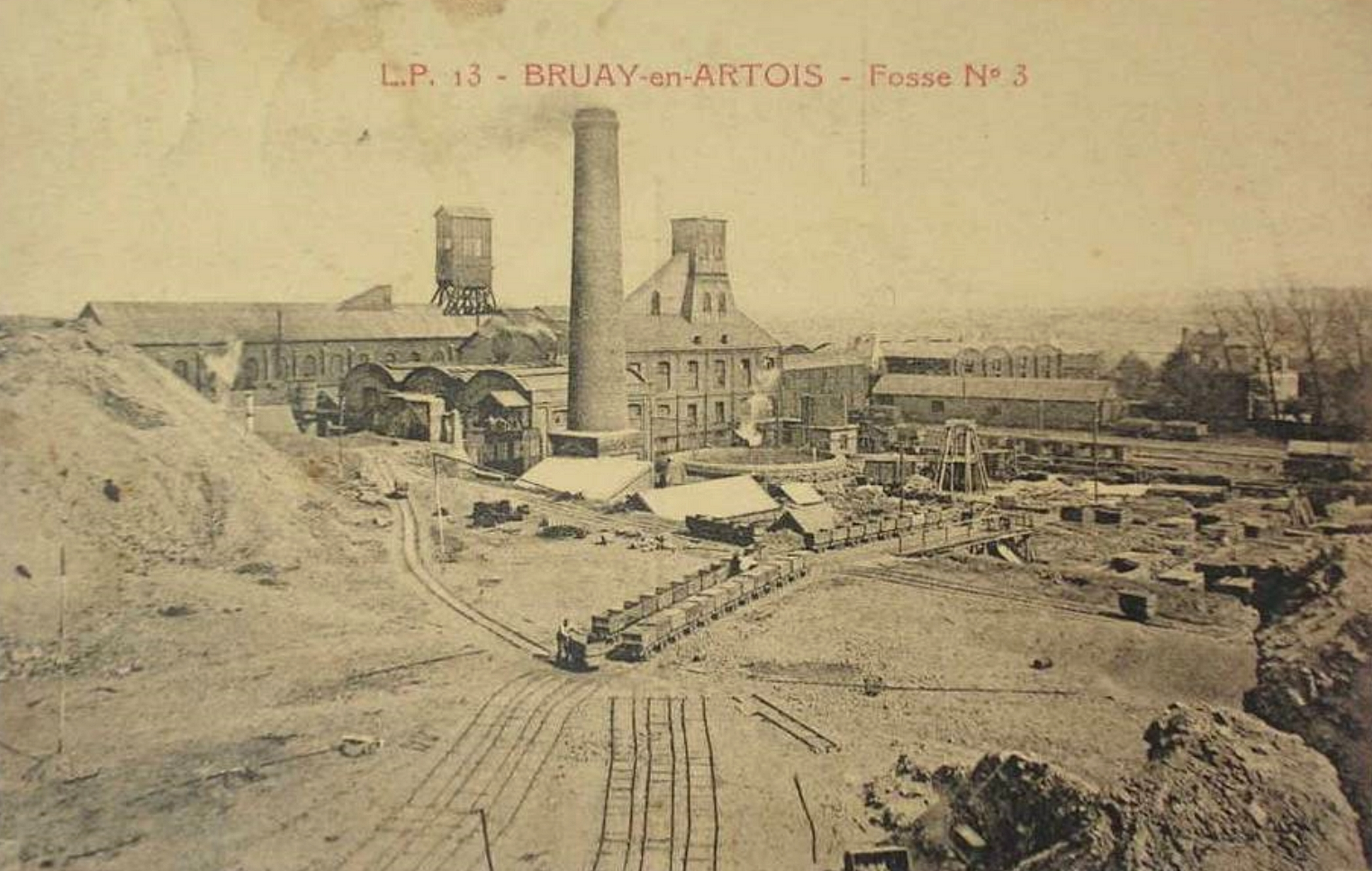
Les puits nos 3 et 3 bis.
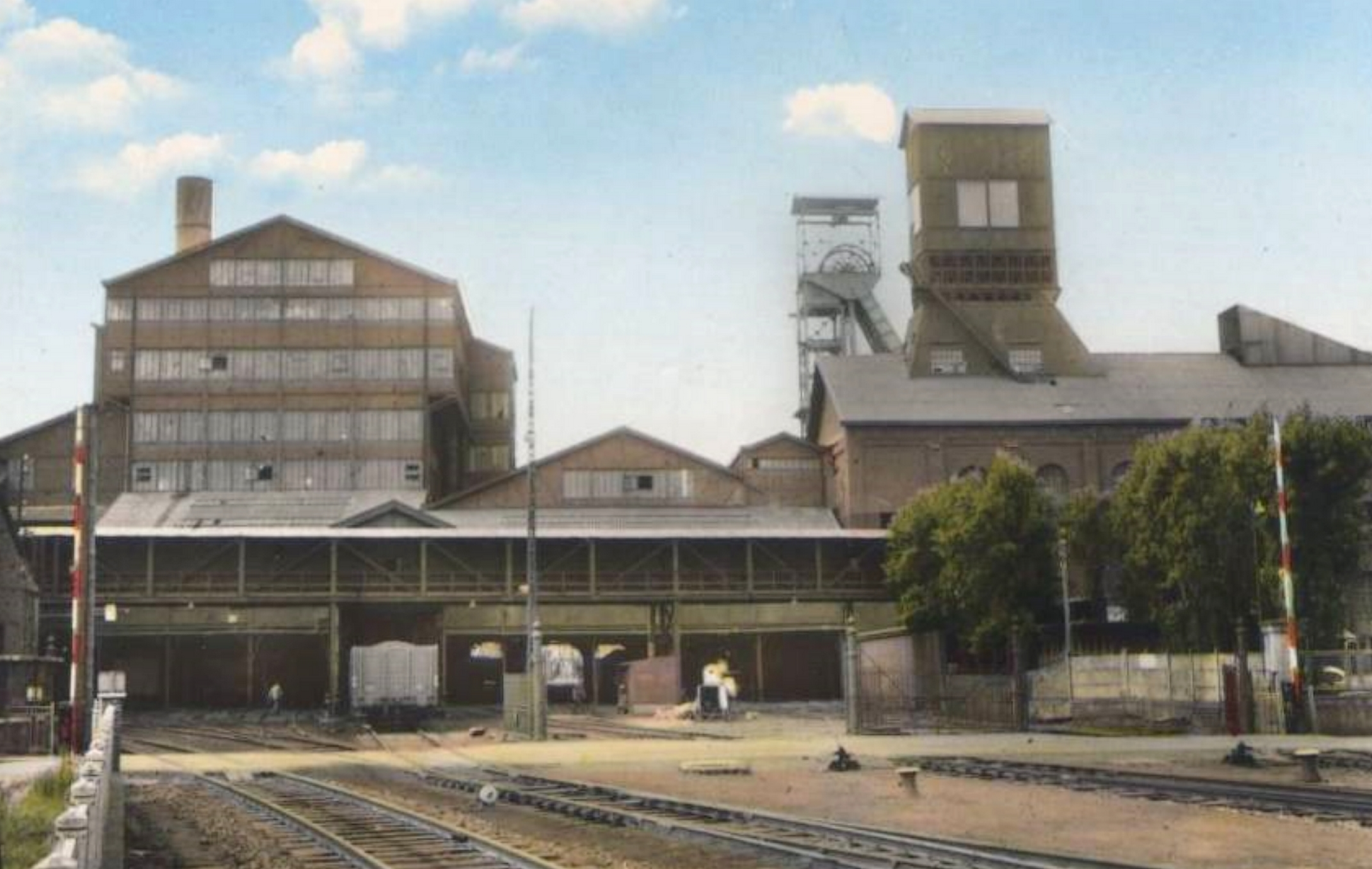
Le lavoir et les puits nos 3 bis et 3.
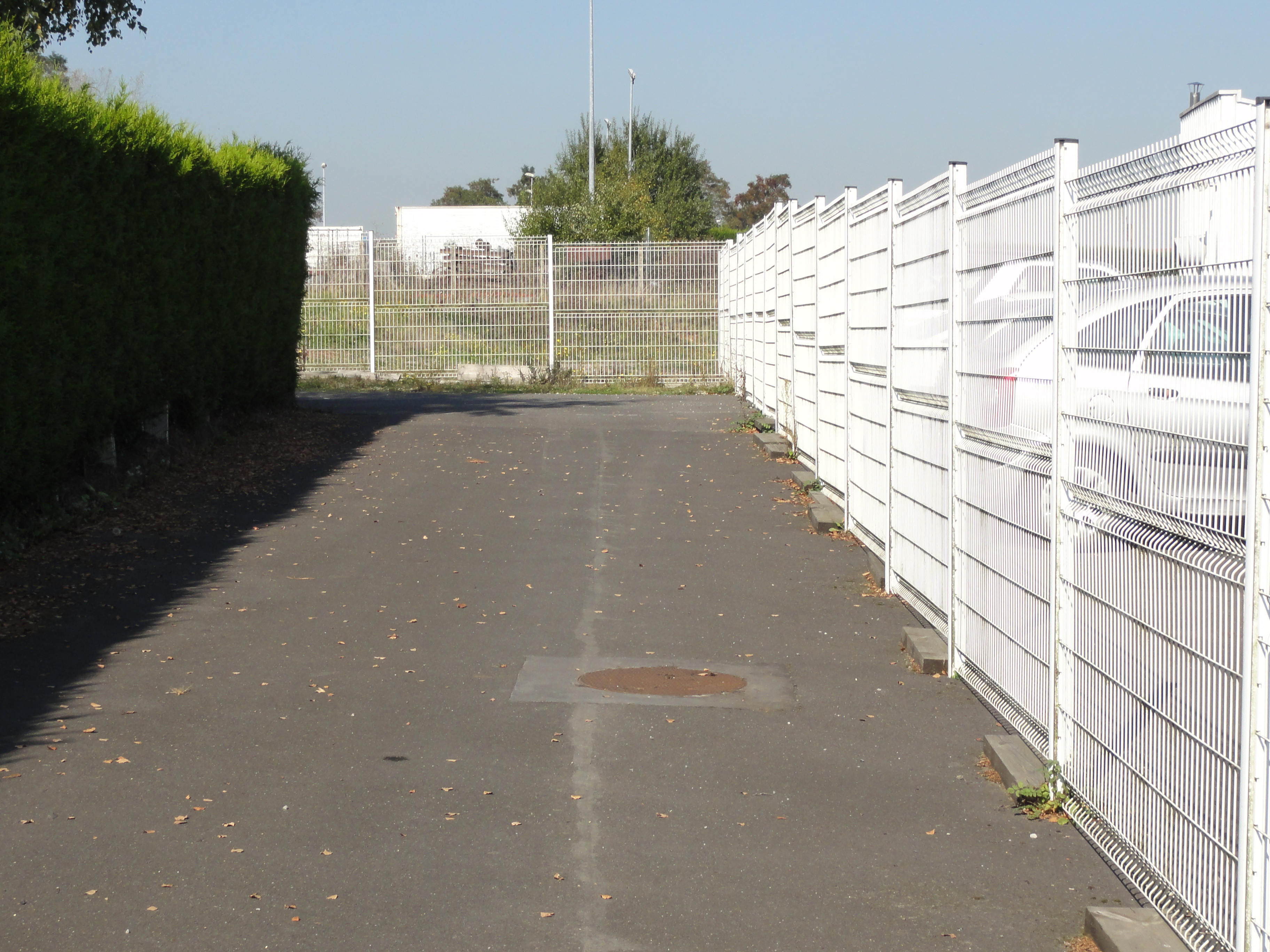
Tête de puits matérialisée no 3.
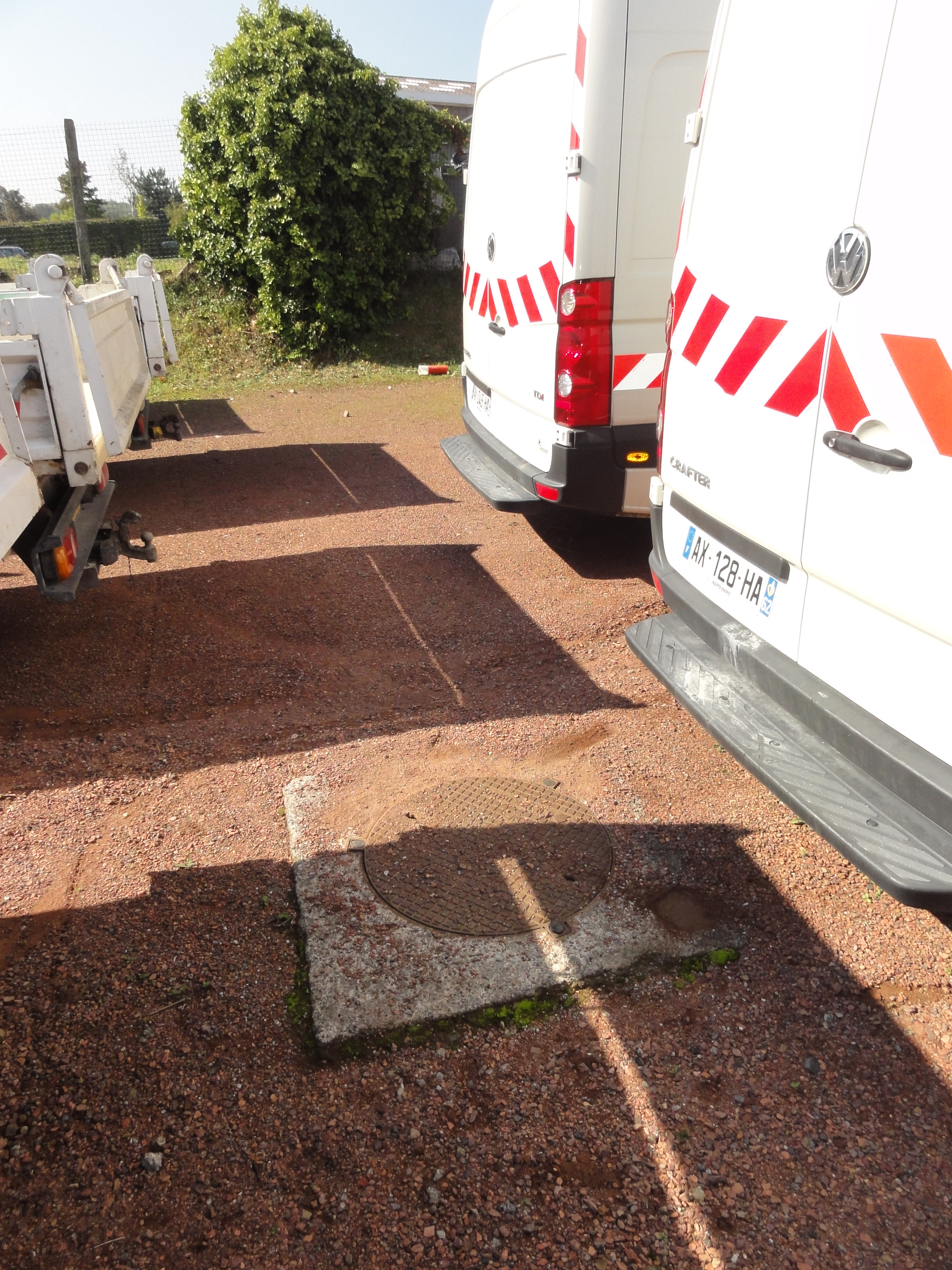
Tête de puits matérialisée no 3 bis.
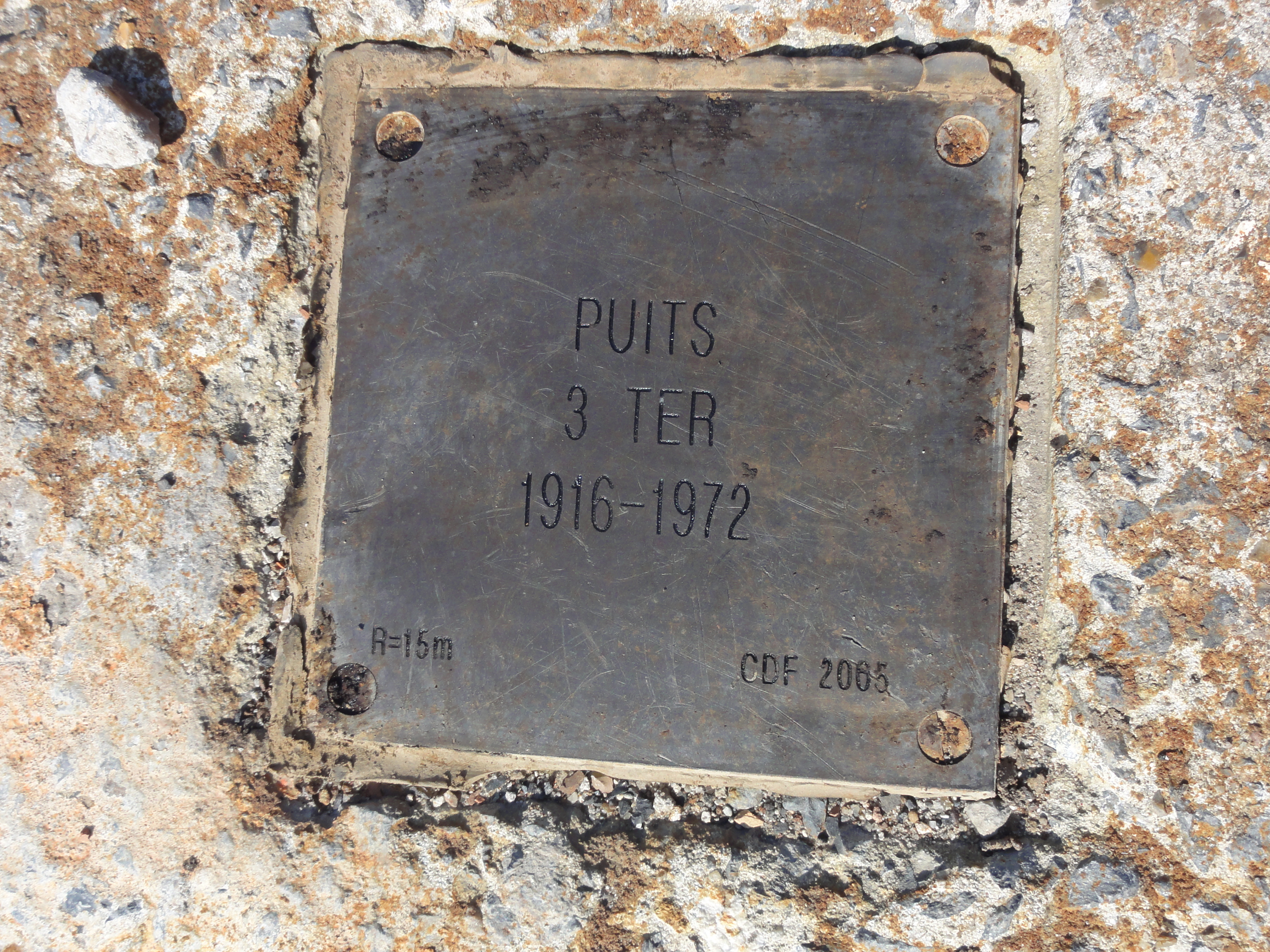
Puits no 3 ter, 1916 - 1972
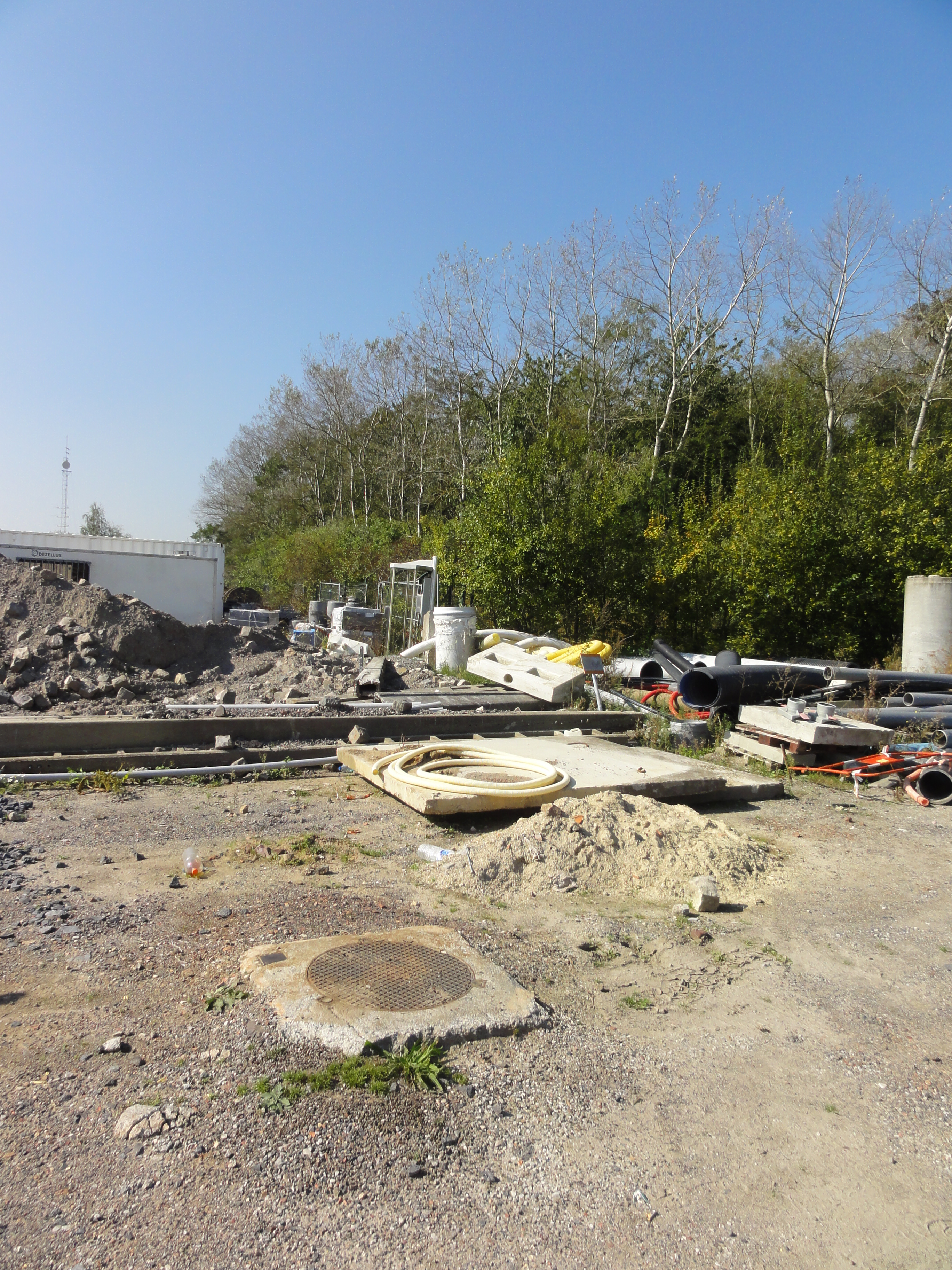
Tête de puits matérialisée no 3 ter.

## Les terrils
Deux terrils résultent de l'exploitation de la fosse no 3 - 3 bis - 3 ter.

### Terrilno10, 3 de Bruay Ouest

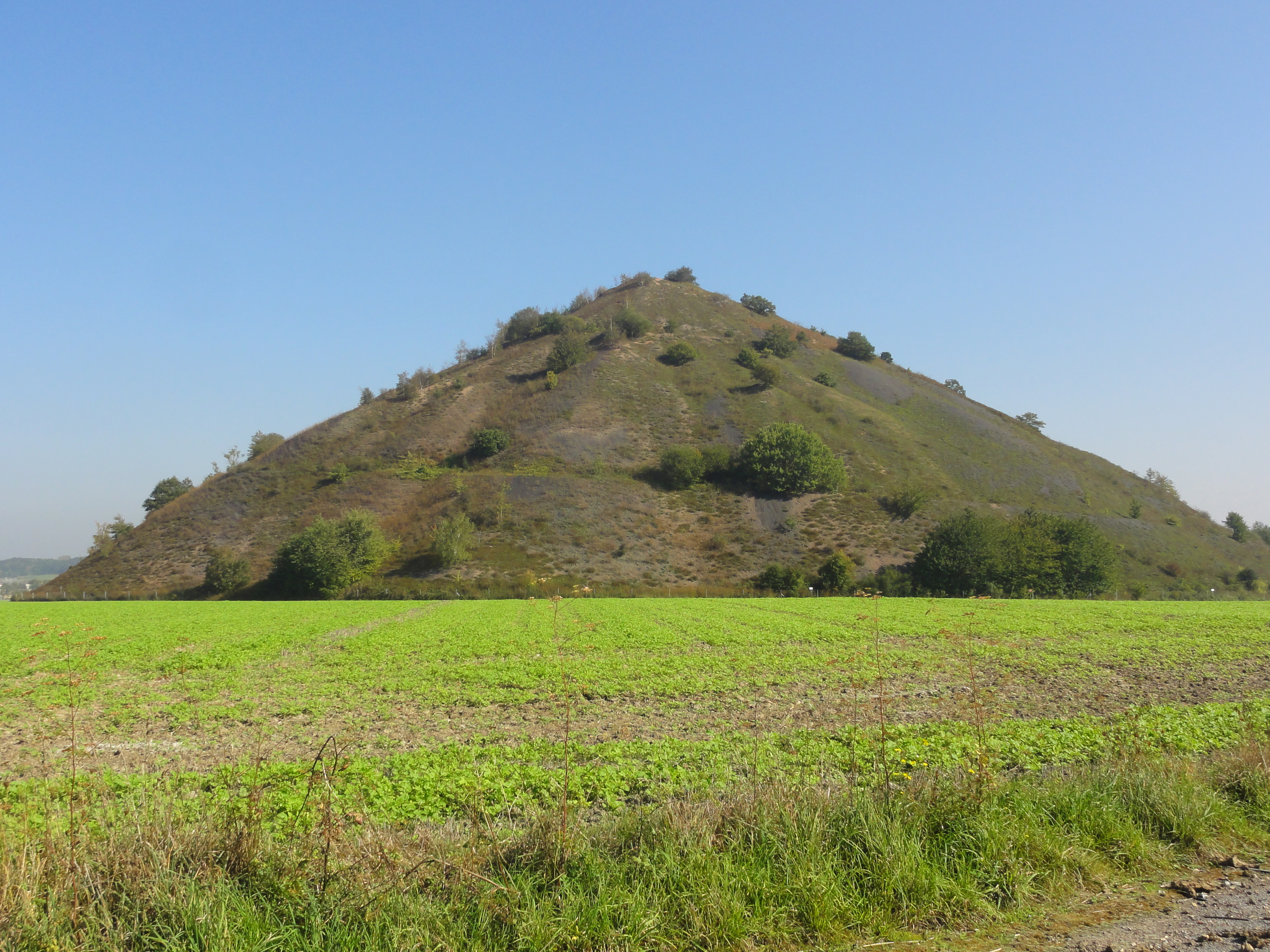
Le terril no 10.

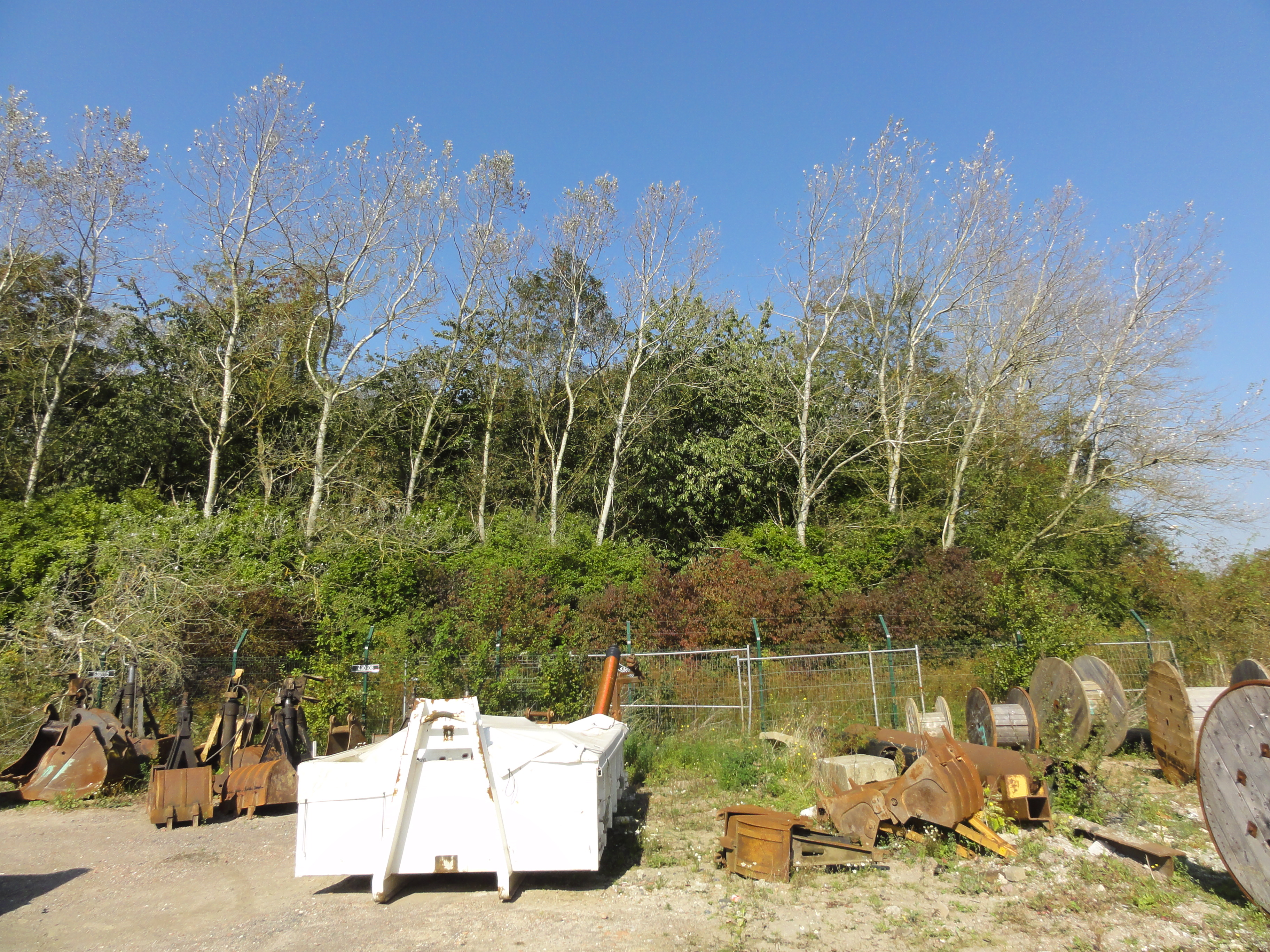
Le terril no 10A.

50° 29′ 13″ N, 2° 31′ 11″ E
Le terril no 10, situé à Bruay-la-Buissière, est un immense terril conique haut de 90 mètres issu de l'exploitation de la fosse no 3 - 3 bis - 3 ter. Il fait partie des 353 éléments répartis sur 109 sites qui ont été inscrits le 30 juin 2012 sur la liste patrimoine mondial de l'Unesco. Il constitue le site no 93.
Début mars 2023, La Voix du Nord, dans un article publié par Antoine Maes, indique que la photographie ci-contre du terril no 10, prise fin septembre 2011 par le wikimédien Jérémy Jähnick et préalablement recadrée et mise en noir et blanc, a été utilisée par des comptes complotistes sur des plateformes comme Instagram pour la faire passer pour le site de la pyramide du Soleil à Teotihuacan au Mexique en 1900, mettant en comparaison la photo du terril avec une photo de la pyramide prise en 2022. En janvier 2023, le montage associant la photo du terril et celle de la pyramide est repris sur Twitter par un compte décrit comme complotiste et suivi par plus de 700 000 personnes, celui-ci étant soi-disant spécialisé dans « l’étude des théories scientifiques alternatives ». L'archéologue Clément Salviani indique que ce montage est bien entendu un hoax.

### Terrilno10A, 3 de Bruay Est
50° 29′ 08″ N, 2° 31′ 26″ E
Le terril no 10A, situé à Bruay-la-Buissière, disparu, était un des deux terrils de la fosse no 3 - 3 bis - 3 ter. Il s'agissait d'un petit terril plat, antérieur au terril conique.

## Les cités
De nombreuses cités ont été bâties par la Compagnie des mines de Bruay à proximité de la fosse. Celles-ci sont particulièrement étendues.

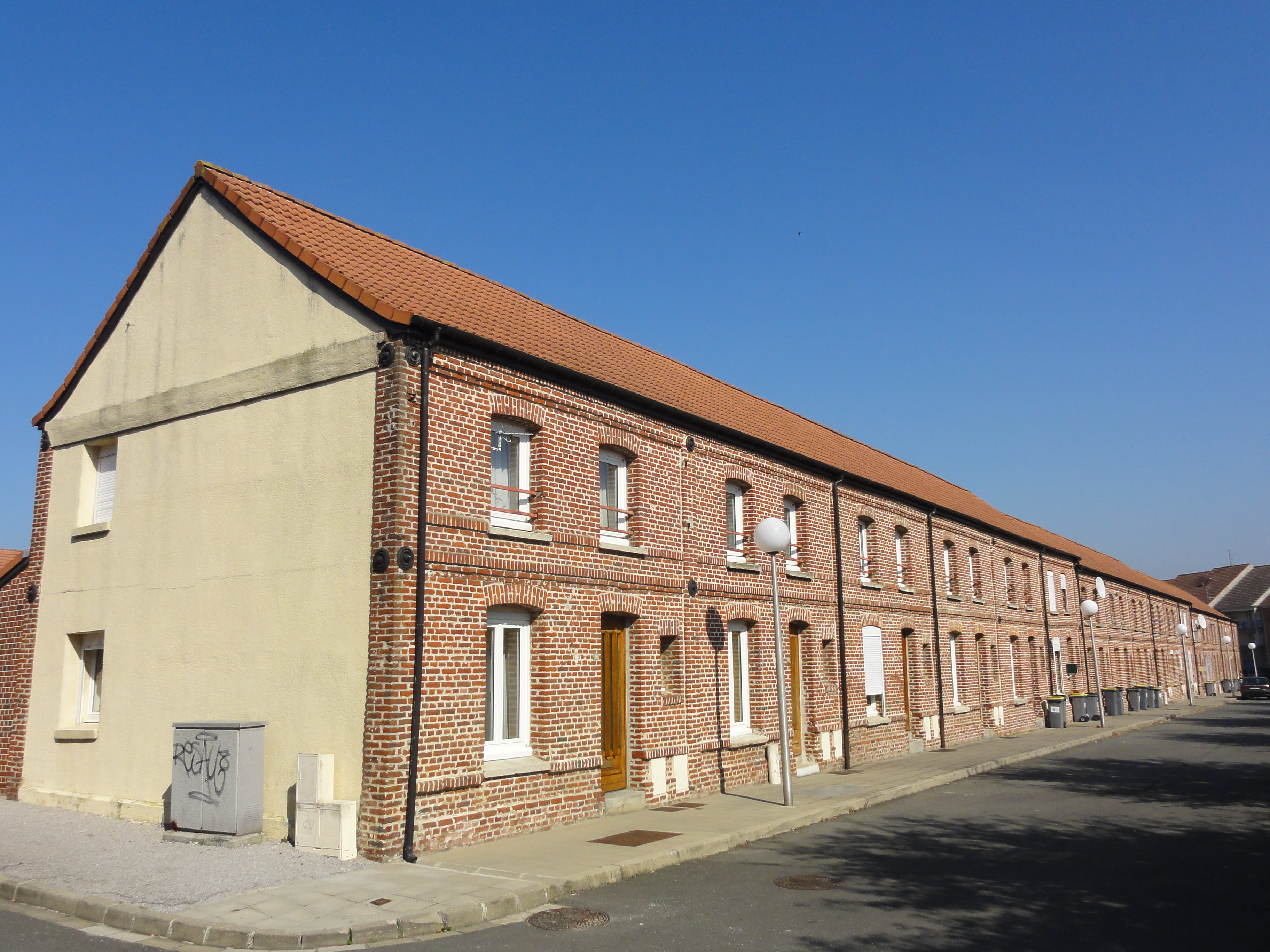
Un coron.
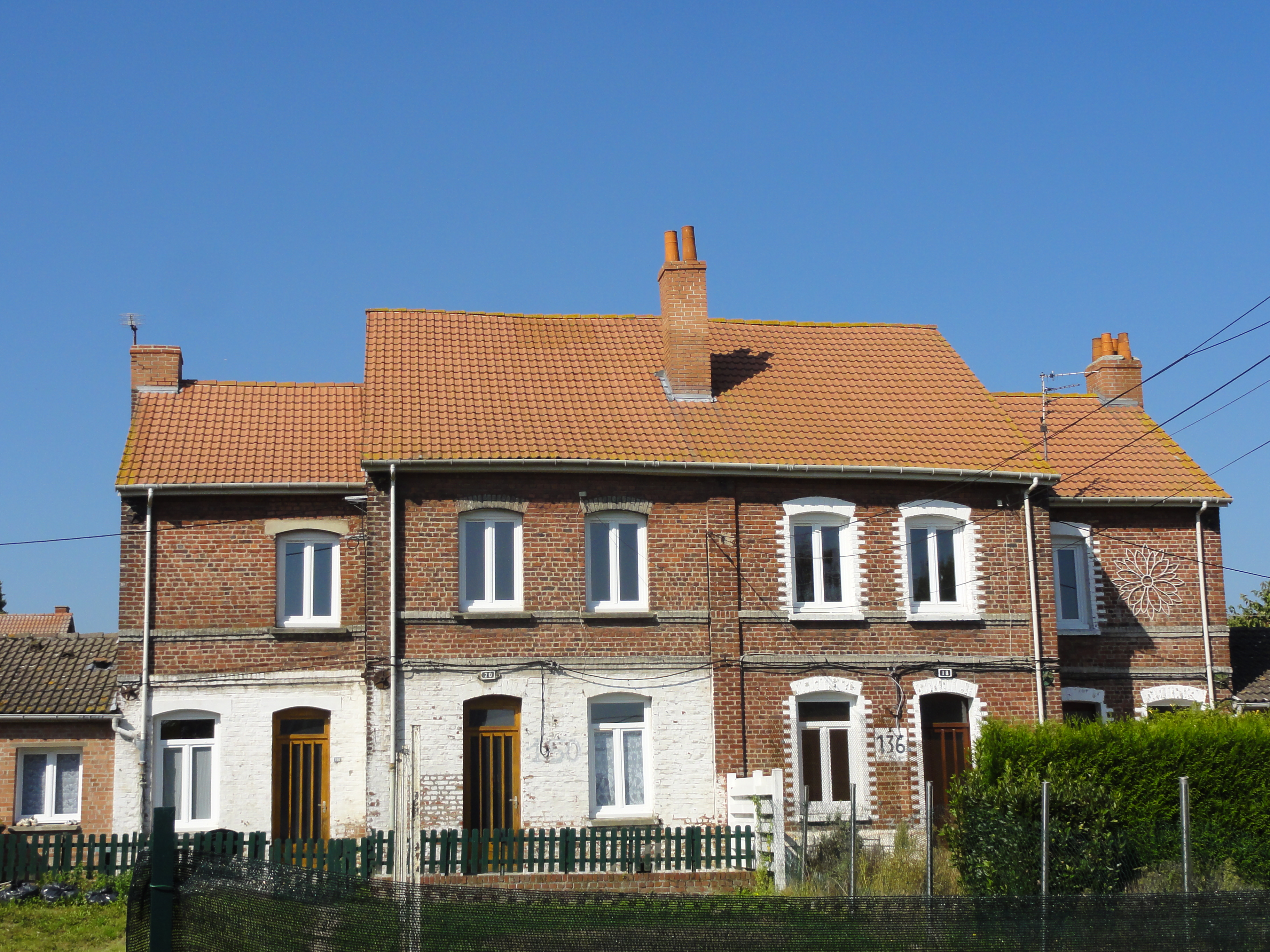
Habitations groupées par quatre.
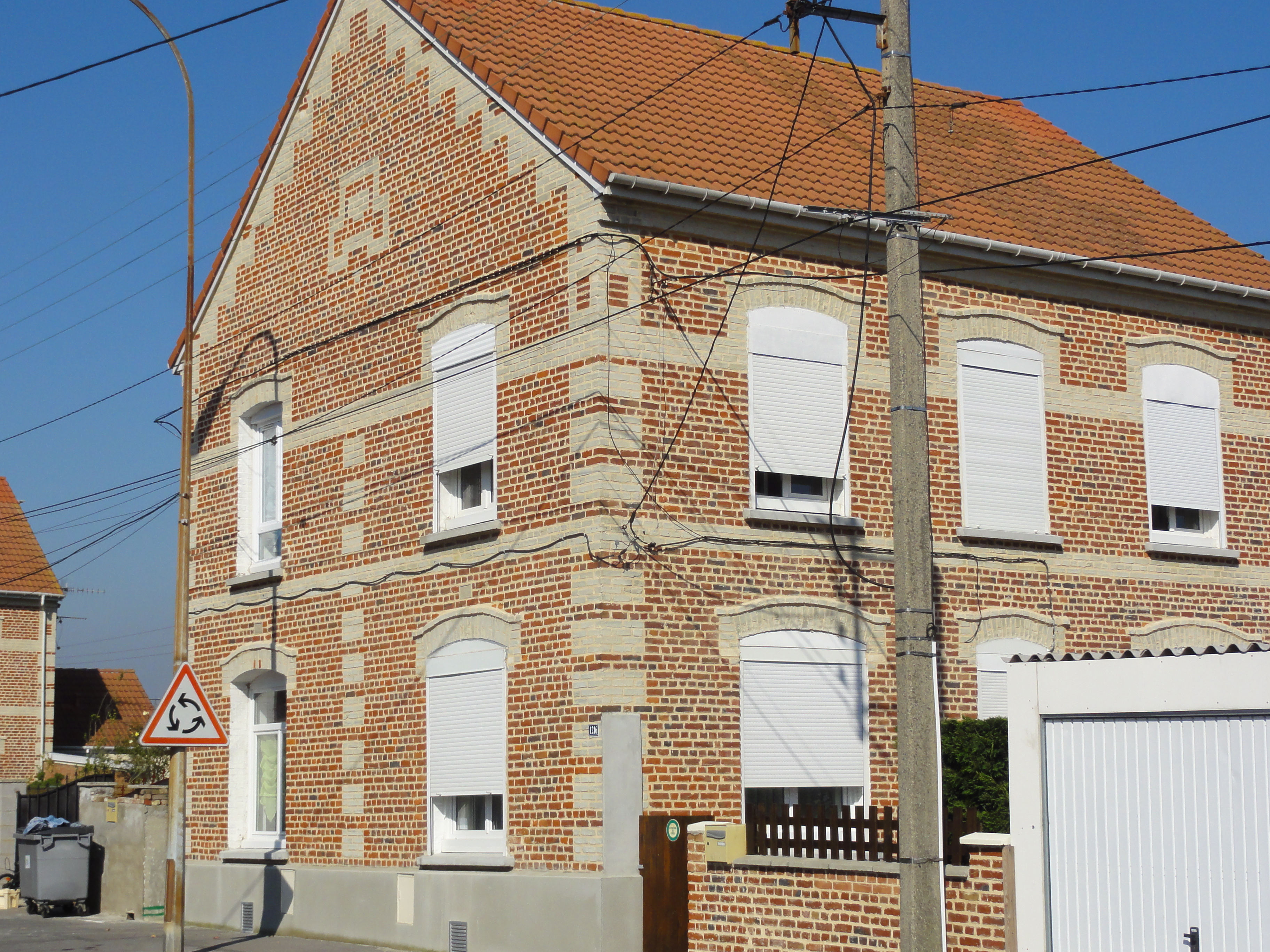
Habitations groupées par deux.
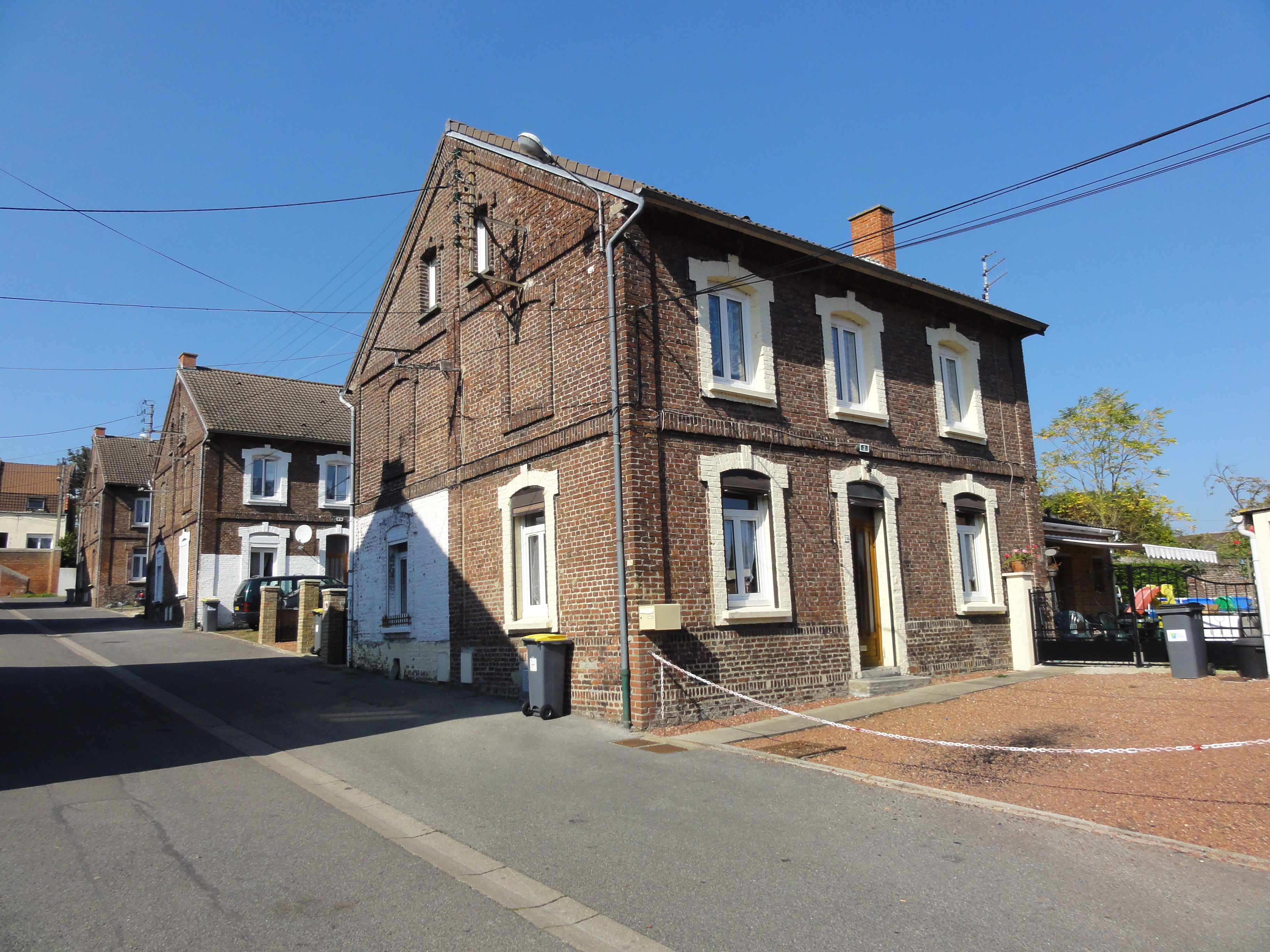
Habitations groupées par deux.
- Vidéo d'une rue.
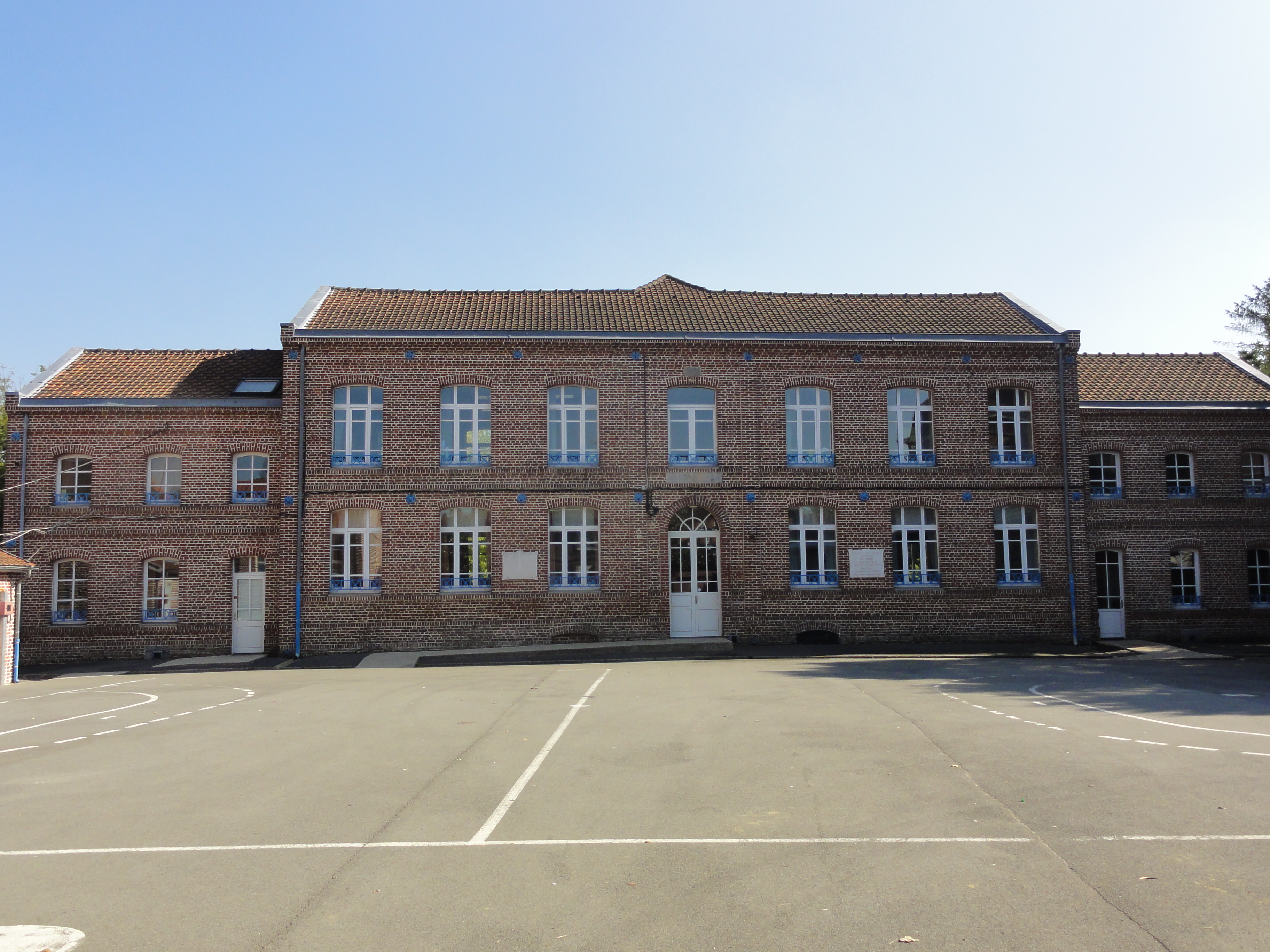
Une des écoles.